# José de Miranda Ramos
José de Miranda Ramos (Lapa, 9 de outubro de 1916 - Florianópolis, 4 de agosto de 1996) foi um advogado e político brasileiro.
Filho de José Pereira Ramos e de Julieta Miranda Ramos. Casou com Silvia Ribas de Miranda Ramos.
Bacharel em direito pela Universidade Federal do Paraná (1940).
Foi deputado à Assembleia Legislativa de Santa Catarina na 3ª legislatura (1955 — 1959), eleito pelo Partido Trabalhista Brasileiro (PTB).
Foi presidente da Assembleia em 1958 e 1959. Foi governador interino do estado de Santa Catarina, devido ao afastamento de Heriberto Hülse, de 21 a 30 de janeiro de 1959.
Foi deputado à Câmara dos Deputados (1960 — 1964), como 1º suplente convocado.